# Ars Magica
Ars Magica – gra fabularna, której akcja toczy się w Mitycznej Europie, wyidealizowanej wersji średniowiecznej Europy z początku XIII wieku. Gracze wcielają się w potężnych magów (zwanych z łaciny magi) będących członkami Zakonu Hermesa lub w ich przyjaciół i pomocników. Pierwsza wersja (edycja) gry została stworzona w latach osiemdziesiątych XX wieku przez Jonathana Tweeta i Marka Rein-Hagena.
W celu uzyskania możliwie głębokiego wejścia w parahistoryczną scenerię, gra w nazewnictwie kluczowych terminów korzysta często ze średniowiecznej łaciny, co więcej zarysowane są realia średniowiecznej Europy wraz z jej autentycznymi podaniami.
Pierwsze wydanie Ars Magica opublikowane zostało przez Lion Rampant games, wydawcę także drugiej edycji. Na początku lat dziewięćdziesiątych prawa do gry zostały przejęte przez White Wolf Game Studio – firmę założoną przez Rein-Hagena. White Wolf wydał trzecie wydanie gry, w wielkim stopniu rozszerzające całą scenerię i reguły szczegółowe, pozostawiając jednak kluczowe reguły niezmienione. Ukazało się również wiele dodatków, opisujących wybrany region Europy czy przedstawiających historie do zagrania przy oryginalnym settingu. Później Ars Magica została sprzedana firmie Wizards of the Coast, która również wydała kilka dodatków. Tuż przed opublikowaniem wydania czwartego, sprzedano jednak prawa firmie Atlas Games. Firma ta wydała czwartą edycję gry oraz nowe dodatki z informacjami źródłowymi (tzw. sourcebooks).
Piąte wydanie gry ukazało się nakładem Atlas Games w 2004 roku. Zawierały głębokie zmiany reguł, m.in. systemu walki i tworzenia postaci. Ars Magica piąta edycja otrzymała Origins Award za Najlepszą Grę Role-Playing 2004 roku.

## Reguła Hermesa
(ale także ‘Zakon Hermesa’, ang. 'Order of Hermes’ złożony z Bractw, ang. ‘Covenant’).
Magowie przestrzegający tradycji Hermēsa trismegistosa (gr. po trzykroć wielkiego – boga nie tylko kupców i złodziei, ale i autora traktatów z alchemii, astrologii i wiedzy tajemnej) zgrupowani są w Domach Hermesa. Członkowie domów należą do Zakonu (obrządku) Hermesa, społeczności sformowanej przez maga Bonisagusa, który stworzył spójny system opisu magii, umożliwiający magom dzielenie się wiedzą, oraz Parma Magica – magiczną tarczę.
W mitycznej Europie działają następujące domy Hermesa:
- Bjornær
- Bonisagus
- Criamon
- Flambeau
- Guernicus
- Jerbiton
- Mercere
- Merinita
- Tremere (magowie z tego domu mieli sięgnąć po wieczne życie oferowane przez wampiryzm i utworzyć klan Tremere znany ze Świata Mroku. W piątym wydaniu gry wszystkie odniesienia do Świata Mroku zostały usunięte, a Dom Tremere nie jest już powiązany z klanem wampirów[1]).
- Tytalus
- Verditus
- Ex Miscellenea – magowie innych tradycji, którzy przyjęli regułę Hermesa

## Mechanika gry
Mechanika gry oparta jest na kościach dziesięciościennych. Postaci opisane są przez osiem ogólnych atrybutów plus umiejętności. Bardzo szczegółowo zostały rozpisane umiejętności magiczne, które są podstawą systemu. 15 sztuk zostało podzielonych na pięć technik, decydujących o rodzaju czynności, oraz 10 form, mówiących o polu magicznego działania. O zdolnościach maga w konkretnej dziedzinie świadczy suma wiedzy z zakresu danej techniki oraz formy. Zgodnie z realiami świata, techniki i formy nazwano w łacinie.
Pięć technik to:
- Creo (tworzę) – stworzenie, wzmocnienie obiektu, zjawiska itp.
- Intelego (rozumiem) – poznanie natury obiektu, zjawiska
- Muto (zmieniam) – zmiana cech, przekształcenie
- Perdo (niszczę) – zniszczenie, osłabienie, postarzenie itp.
- Rego (rządzę) – kontrola, przejęcie władzy i manipulowanie obiektem

Dziesięć form prezentujących poszczególne pola użycia magii zostało nazwanych odpowiednio w bierniku:
- Animal
- Auram
- Aquam
- Corpus
- Herbam
- Ignem
- Imaginem
- Mentem
- Terram
- Vim

Stąd przykładowo wzniecenie ognia, jako opierające się na umiejętności tworzenia rzeczy z niczego oraz znajomości natury ognia, jest zaklęciem Creo Ignem. Z tego zakresu pochodzić będą zarówno zapalenie świecy, jak i odpowiednio trudniejsze podpalenie domu czy wywołanie kuli ognistej – możliwości maga na tym polu zależą od jego umiejętności z danych dziedzin, inteligencji i znajomości ewentualnych gotowych formuł czy rytuałów.
Bardziej skomplikowane zaklęcia mogą wymagać więcej niż jednej umiejętności czy formy.
Wiedza i zdolności magów hermetycznych daje im duże pole do eksperymentów i różnorakich zastosowań magii. Same zaklęcia dzielą się na spontaniczne, recytowane z gotowych formuł oraz rytuały. Magowie mogą nie tylko tworzyć nowe gotowe zaklęcia, lecz także posługiwać się magią improwizowaną.
Powitanie Hermejskie:
‘Salve Sodale’ z odpowiedzią: ‘Salvete Sodalibus’.